# Маттіас Грюневальд
Маттіас Грюневальд (нім. Matthias Grünewald, Mathis Gothart або Matthias Nithart або Matthias Grün, 1470 або 1475, Вюрцбург — 31 серпня 1528, Галле) — німецький живописець, майстер епохи Відродження. Працював при дворі Майнцьких архієпископів і курфюрстів (1508—1525). У своїй творчості виразив трагізм та піднесений містичний спіритуалізм своєї епохи.

## Ім'я художника
2002 року були опубліковані результати дослідження мистецтвознавця Карла Арндта, за якими художник носив ім'я Готгарт і прізвище Нітгарт. На це вказує і його монограма «MGN» (Mathis Gothart Nithart). Ім'ям Матіас Грюневальд, з яким Готгарт Нітгарт увійшов у всесвітню історію мистецтва, художник зобов'язаний своєму першому біографу Йоахиму фон Зандрарту, який у своїй роботі використовував двотомник з історії мистецтва 1675—1679 років. «Teutsche Academie der Edlen Bau-, Bild-und Mahlerey-Künste» і, очевидно, сплутав Готгарта Нітгарта з іншим художником, що працював на рубежі XIV—XV ст. в місті Зелігенштадт недалеко від Франкфурта.

## Творчість

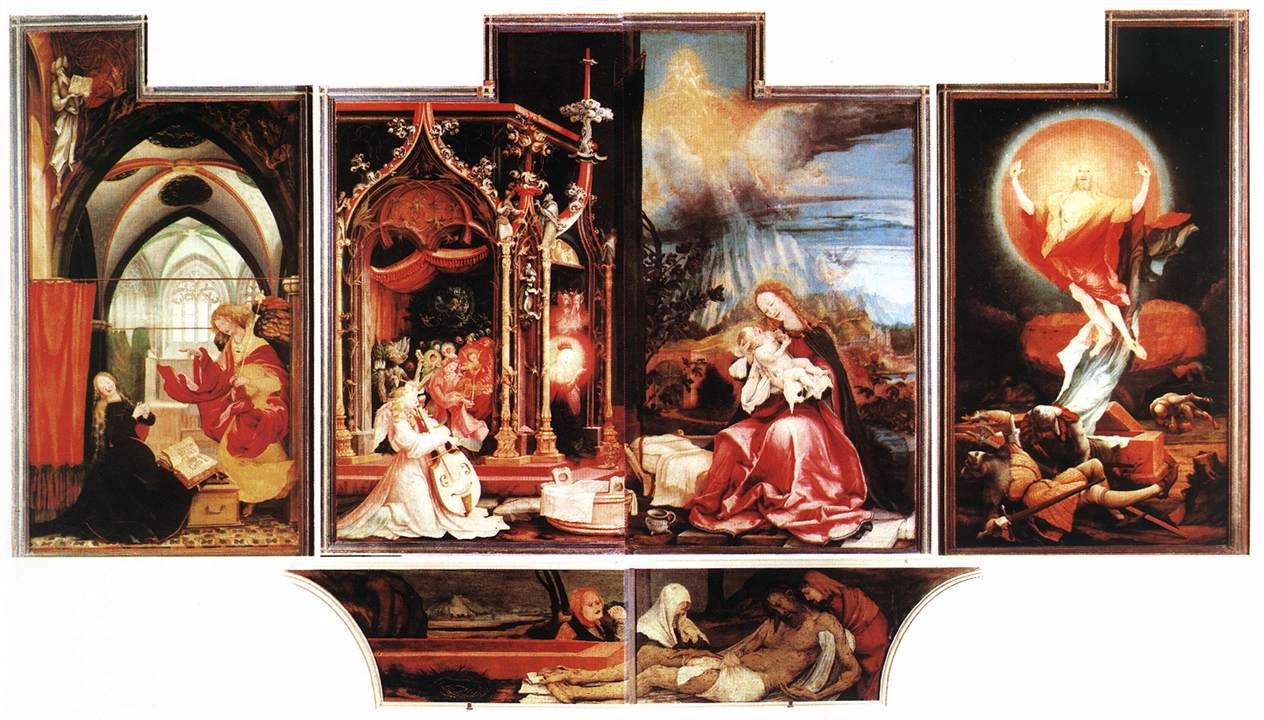
Ізенгеймський вівтар (друга розгортка), ліве крило: Благовіщення, 269 × 141, середня частина: Народження немовляти Ісуса з концертом Ангелів, 265 × 304, праве крило: Воскресіння Ісуса 269 × 141 см

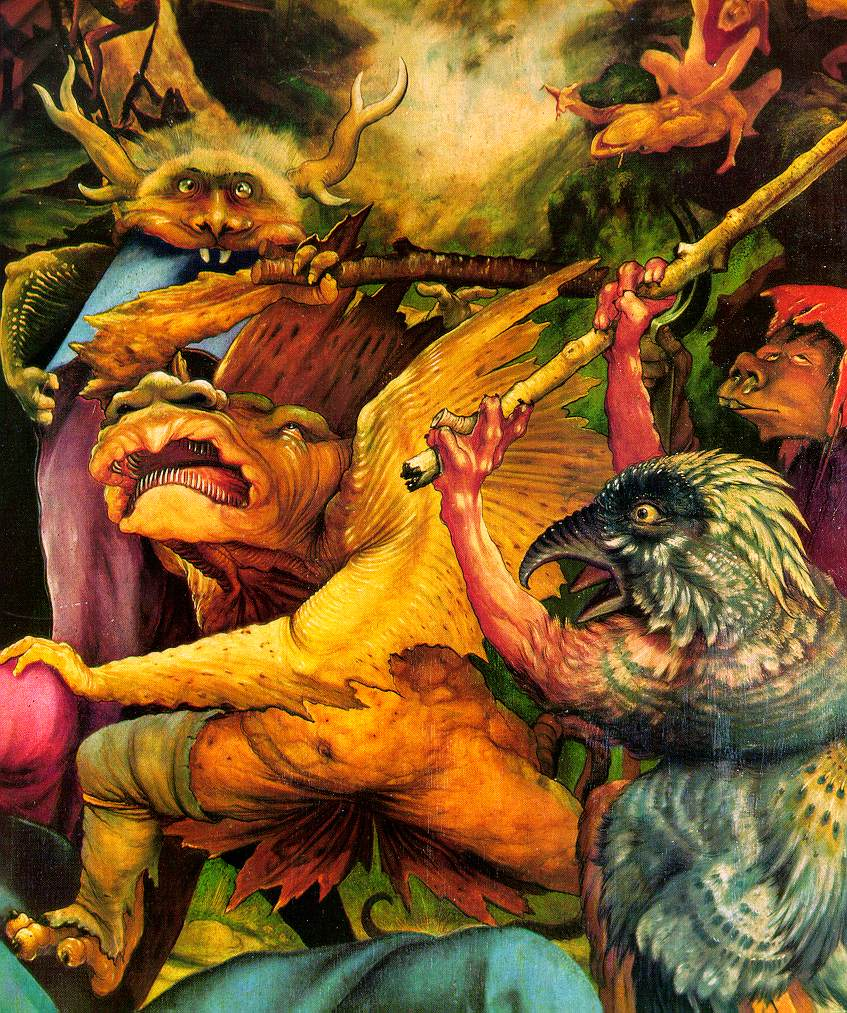
Спокуса святого Антонія, фрагмент правого крила третьої розгортки Ізенгеймського вівтара, 1512—1516

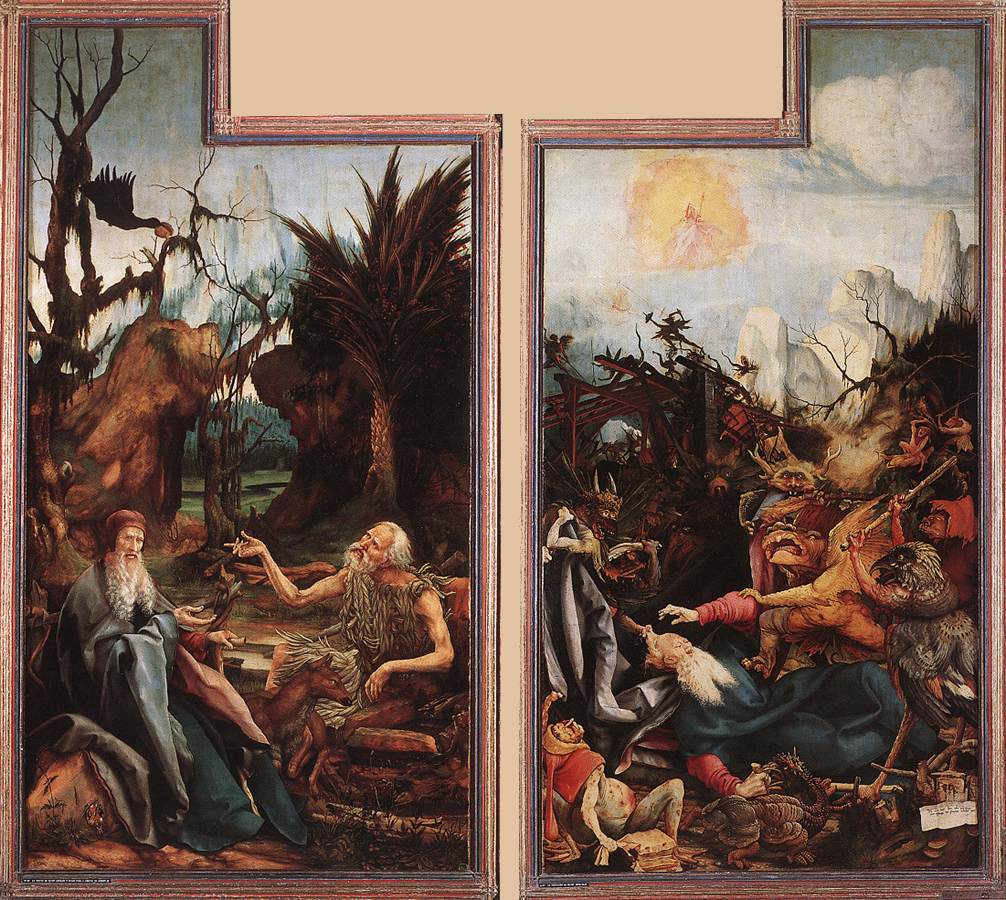
Ізенгеймський вівтар (фрагмент третьої розгортки, без середньої частини, вирізані з липи), ліве крило: Візит Святого Антонія до Святого Павла, 265 × 141, праве крило: Спокуса святого Антонія, 165 × 141 см

До нашого часу дійшло мало робіт Грюневальда — всього одинадцять творів, з яких одні є багатостулковими вівтарями, інші — збережені фрагменти вівтарних композицій і окремі картини. Останнім часом було не тільки відкрито справжнє ім'я художника, але й зроблено чимало вдалих спроб простежити перипетії його життєвого і творчого шляху на тлі історичної панорами того бурхливого часу.
У світлі збережених документів Грюневальд видається людиною широкої ерудиції та багатосторонньої обдарованості, типовим представником інтелігенції епохи Відродження. Поряд з наукою його хвилювали проблеми релігії, філософії та суспільного устрою. Його мистецтво пронизане найглибшої людяністю, живим співчуттям до людських мук, страждань незліченним, які він бачив навколо. На його очах пройшло повстання «Черевика», Велика Селянська війна, Реформація — перша революція в Європі, що потрясла свідомість людей і весь феодальний світ, і водночас художник став свідком кривавих розправ з повсталим людом. Наділений надзвичайно сприйнятливою душею, Грюневальд, слідом за Босхом, поставив у своєму мистецтві проблему справжньої трагедії життя благородної і чесної душі людини, що зазнає переслідувань та образ у жорстокому світі.

### «Наруга над Христом»

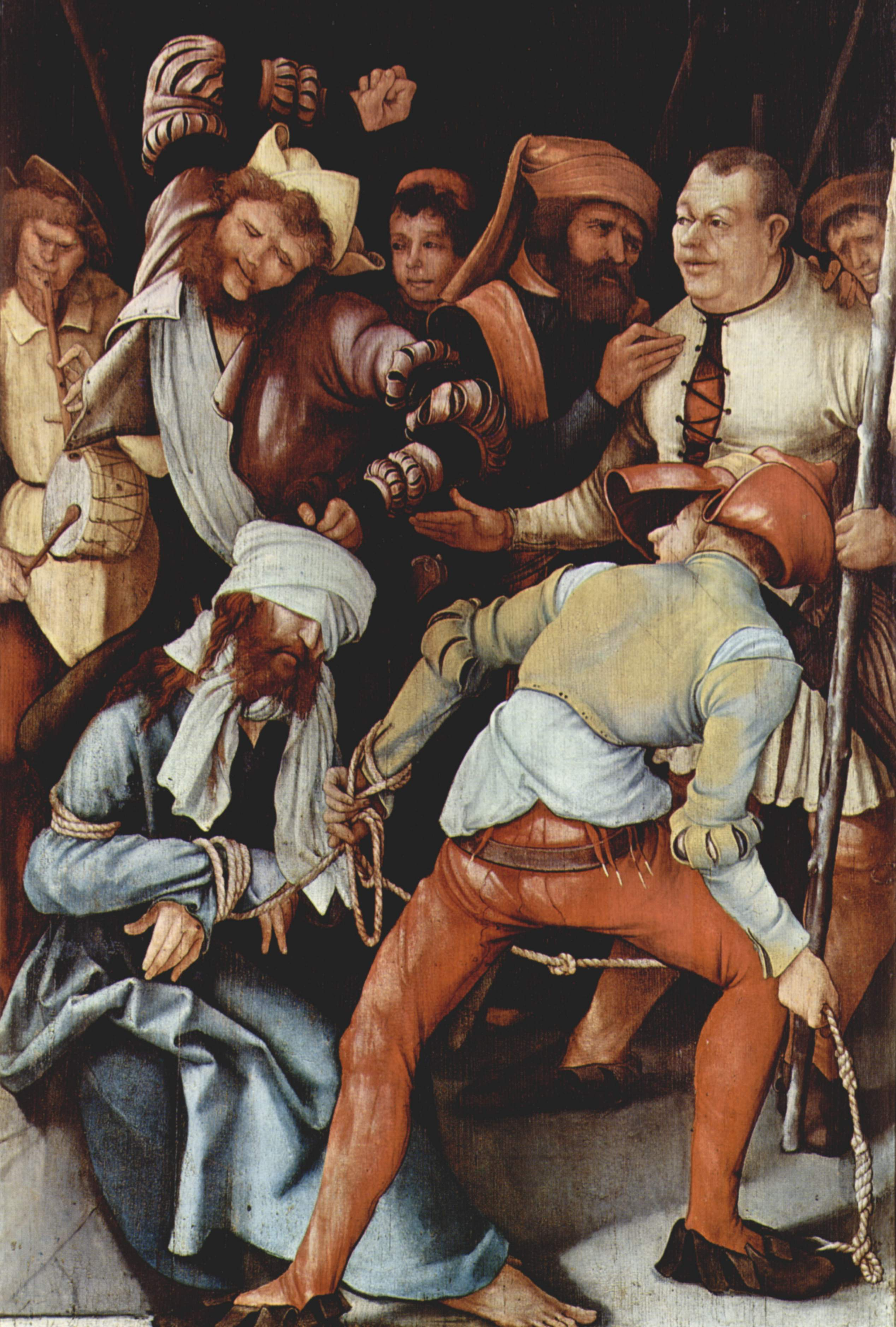
Наруга над Христом. 1503. Стара пінакотека. Мюнхен

Ця картина відноситься до числа ранніх творінь художника, датується приблизно 1505 роком і служила епітафією Аполонія фон Кронберг, сестрі лицаря Йоганна фон Кронберга, який служив керуючим резиденцією архієпископа Майнцького в Ашаффенбурзі, тобто Майстер Нітхарт працював там як придворний художник і «водяних справ майстер», інженер-гідравлік, як назвали б цю спеціальність нині.
«Наруга над Христом» є картиною з доволі рідкісним іконографічним сюжетом. В Євангелії розповідається, що після зради Юди в Гефсиманському саду варта привела Христа в будинок первосвященника Каяфи і всю ніч чинила над ним наругу. Знущаючись над його пророцтвами, стражники одягли на його очі пов'язку і, б'ючи по обличчю, вимагали вгадувати, хто бив. Грюневальд зображає Христа в образі людини, сповненої величавої лагідності і терпіння. Мальовниче рішення покликане справити сильне враження на душі глядачів своєю навмисної різкістю, напруженістю, холодними, висвітленимі тонами, їхнім дисонансом. Грюневальд мислить як живописець, відкриваючи емоційну значимість колориту, його здатність бути носієм стихії почуттів. Тож мистецтвознавці говорять про можливий вплив на Грюневальд великого нідерландця Гуго ван дер Гуса, який помер за десятиліття до перебування Грюневальда в Червоному монастирі біля Брюсселя. На картині видно фігуру Йосипа з Ариматеї, який намагається умовити пикатого стражника пожаліти Христа, а також скорботне обличчя іншої людини, що, благаючи, взяла того ж стражника за плече. Юрмище фігур посилюється занепокоєнням кольору, і все це супроводжується різкими звуками флейти і ударами барабана, що їх робить людина, яка стоїть в глибині зліва.

### «Зустріч св. Еразма і св. Маврикія»

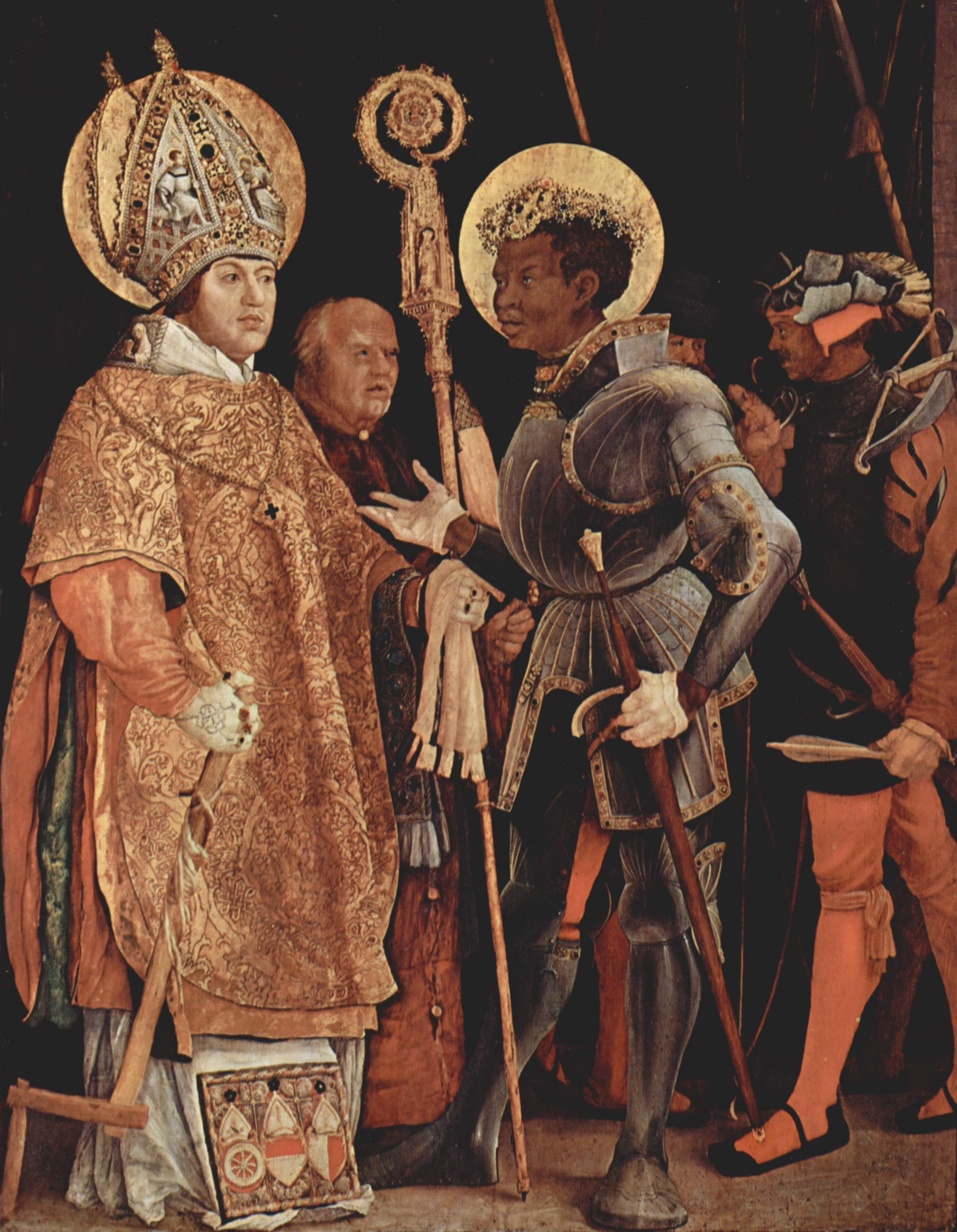
Зустріч св. Еразма і св. Маврикія, 1517—1523, Стара пінакотека. Мюнхен

Урочиста картина величезних розмірів перейнята особливим, святковим церковним пафосом. Картина була замовлена Нітхартові новим майнцьким архієпископом, молодим Альбрехтом Бранденбурзьким, і виконана, мабуть, між 1520/21 і 1524 роками. Св. Еразм має портретні риси самого Альбрехта і зображений в розкішному архієпископському строї, відомому і за іншими відтворень. У правій руці у нього атрибут — коловорот з намотаними кишками, в лівій — золотий посох. Біля ніг вишиті герби володінь Альбрехта Бранденбурзького. У свою резиденцію в Галле він переніс мощі св. Еразма і популяризував культ цього святого. Покровителем Галле вважався св. Маврикій, другий головний персонаж картини. Спираючись на меч, св. Маврикій немов пропонує свою допомогу, свою зброю. Не виключена можливість, що Альбрехт, який в ті роки шукав союзу з лицарством, побажав відобразити свою мету на картині, доступній для огляду в монастирській церкві в Галле, проте замовник, очевидно, наполіг на сильному вираженні примату духовної влади над світською. Картина вирізняється яскравою мальовничою майстерністю художника: гра рефлексів, звучання в унісон золотих, червоних, сріблясто-блакитних тонів, відображення, світлові відблиски тощо. Композиція йде по діагоналі в глибину, припускаючи за своїми межами ще ряди людей, які обмінюються привітаннями.

## Головні твори

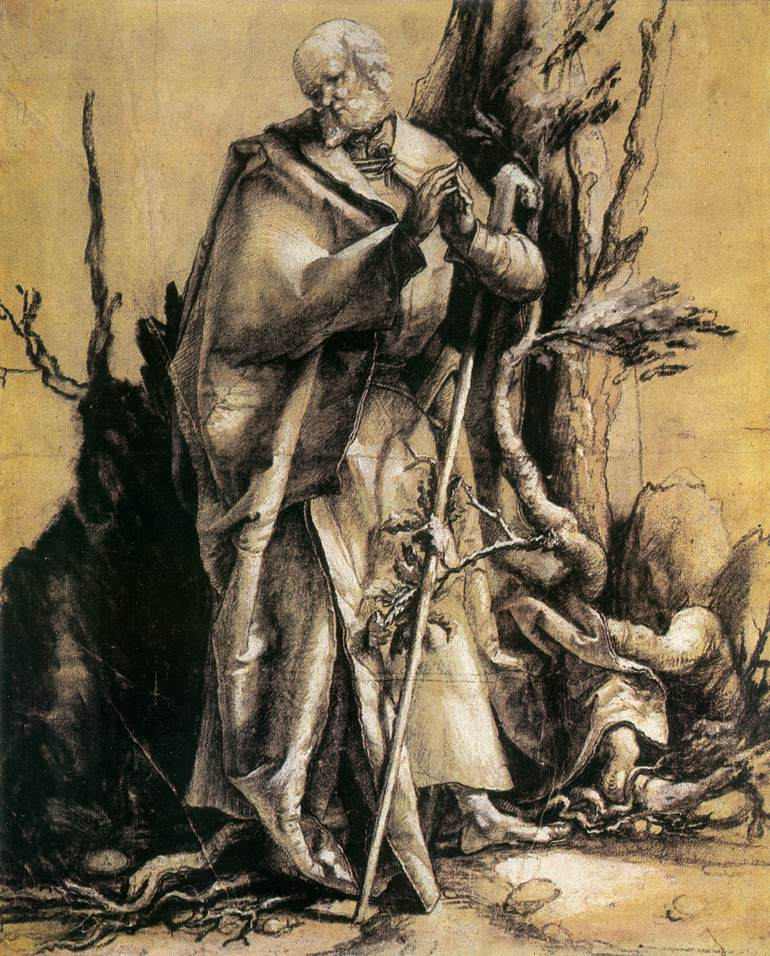
Матіас Грюневальд. «Св. Іван в лісі». Галерея Альбертіна, Відень.

- Свята Доротея та свята Агнеса, бл. 1500
- Лінденгардтський вівтар, бл. 1502
- Розп'яття, бл. 1502, Художній музей (Базель)
- Наруга над Христом, 1504, Стара Пінакотека, Мюнхен
- Вівтар Геллера, 1509–1510, Штедель, Франкфурт-на-Майні та Кунстгалле, Карлсруе
- Мале Розп'яття, v. 1511, Національна галерея, Вашінгтон
- Ізенгеймський вівтар, бл. 1512–1516, Музей Унтерлінден, Кольмар
- Штуппахська мадонна, 1517–1519, церква в Штуппаху (Бад Мергентгайм)
- Сніжне диво, художній музей, Фрайбург
- Святий Еразм і святий Маврикій, бл. 1517–1523, Стара Пінакотека, Мюнхен
- Таубербішофсгаймський вівтар, бл. 1525, Кунстгалле, Карлсруе
- Оплакування Христа, бл. 1525, Собор святого Петра і Олександра, Ашаффенбург

## Малюнки Матіаса Грюневальда

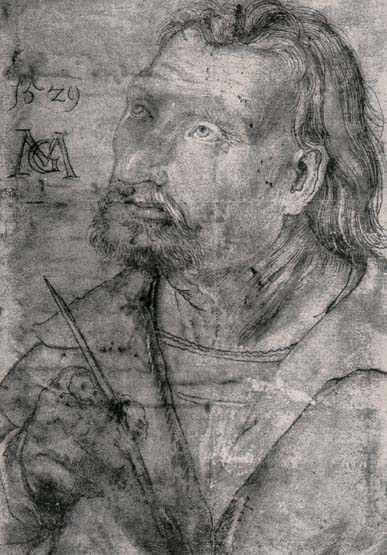
Євангеліст Іван Богослов, раніше малюнок вважався автопортретом художника

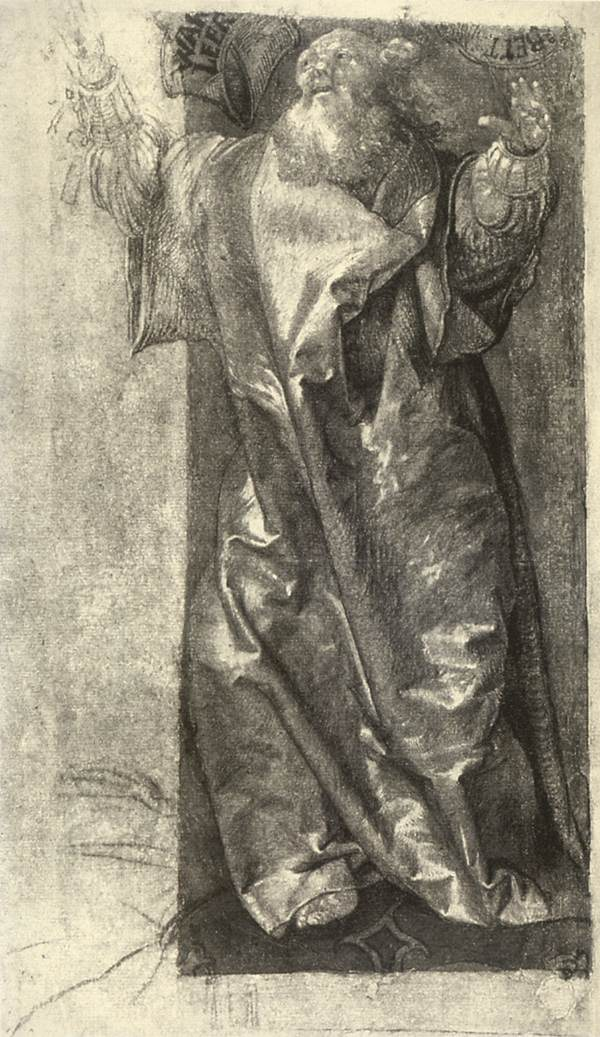
Можливо, штудія до фігури Мойсея або якогось святого, бл. 1511 р.
Малюнок до композиції «Розп'яття», 1502 р.
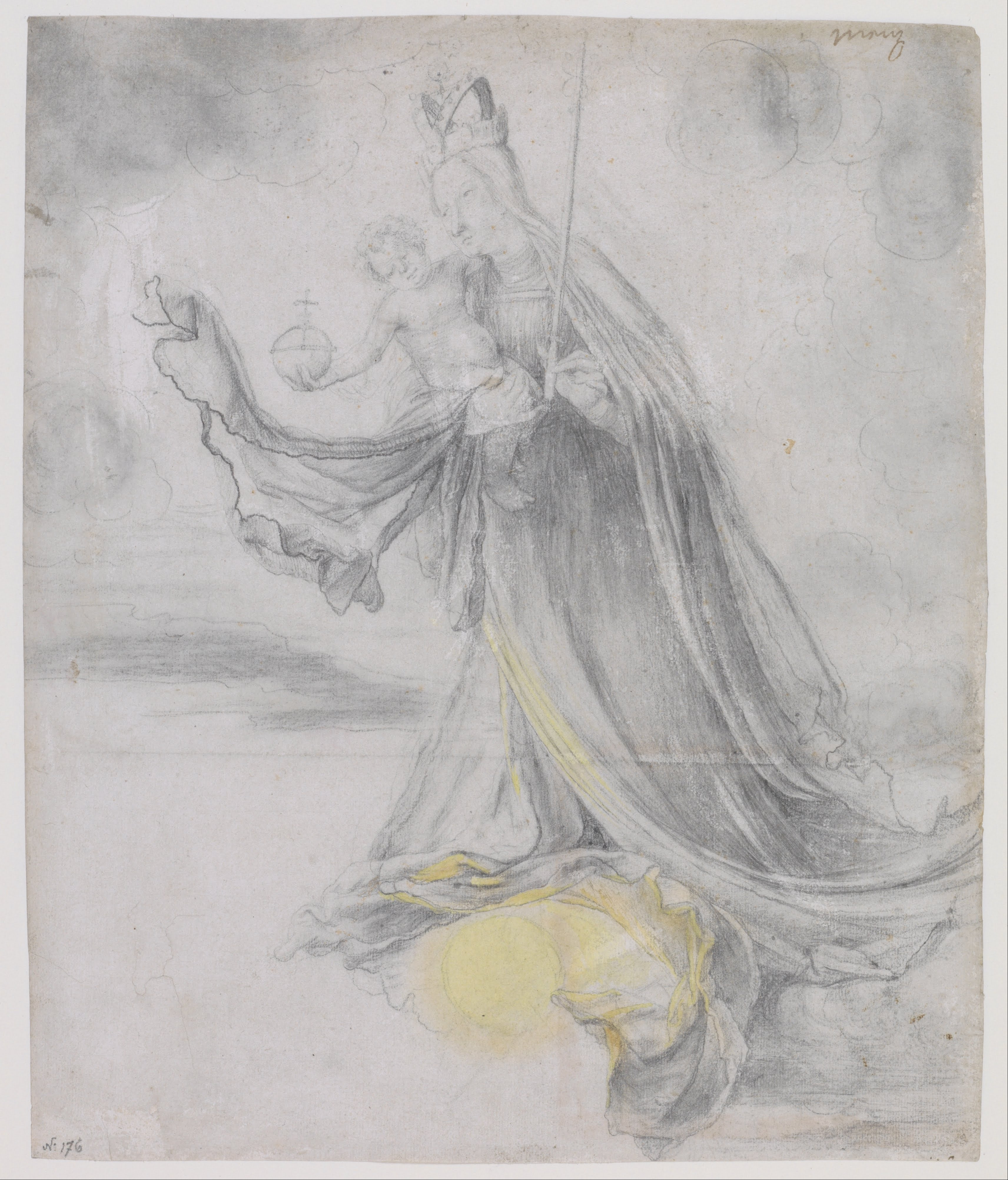
«Богоматів з немовлям в небі», до 1511 р.
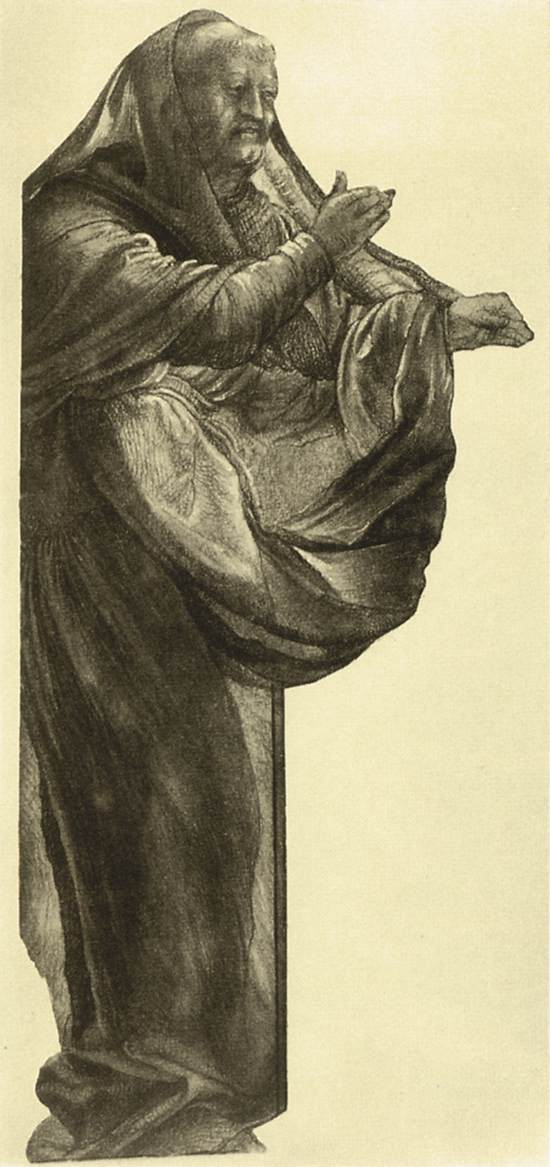
Штудія до фігури апостола, бл. 1511 р.

## Цікаві факти

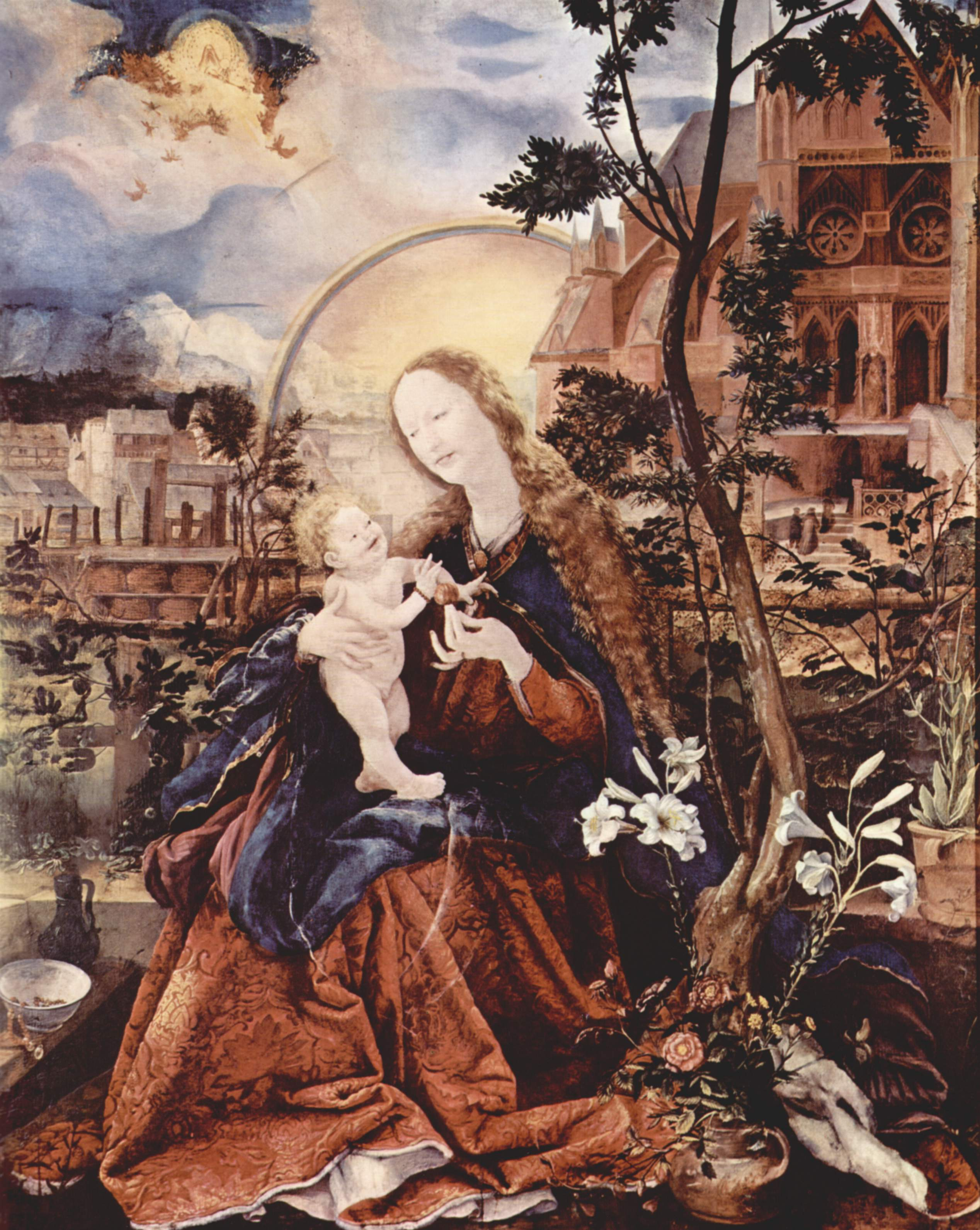
Штуппахська мадонна (Ашаффенбурзький вівтар). 1517—1519. Парафіяльна церква Вознесіння Богоматері. Штуппах

- Авторство «Ізенгеймського вівтаря» до середини XIX ст. приписувалося Альбрехтові Дюреру або Гансу Бальдунгу, «Штуппахської мадонни» — Пітеру Паулю Рубенсу.
- Німецький композитор Пауль Гіндеміт написав оперу та симфонію під назвою «Художник Матіс», головною дійовою особою яких є художник Матіас Грюневальд. За сюжетом опери художникові в його видіннях постають одна за одною фігури майбутнього величезного вівтарного образу — «Ізенгеймського вівтаря». У однойменної симфонії Гіндеміта «Ангельський концерт», «Положення в труну» і «Спокуси Св. Антонія» музичною мовою описують три розгортки «Ізенгеймського вівтаря».
- Послідовником Матіаса Грюневальда називав себе німецький художник-експресіоніст і представник напряму «Нової матеріальності» Отто Дікс.

## Галерея

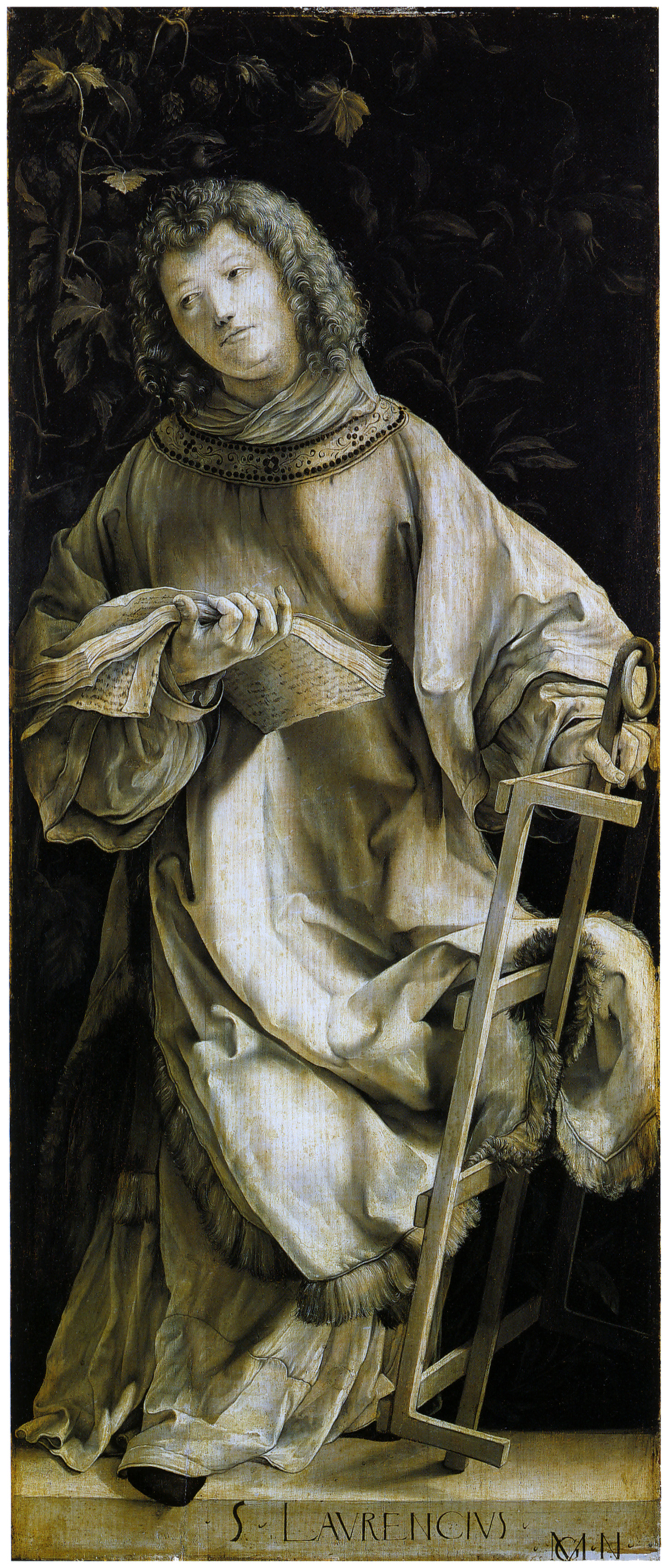
Грюневальд. Св. Лаврентій, бл 1510 року.

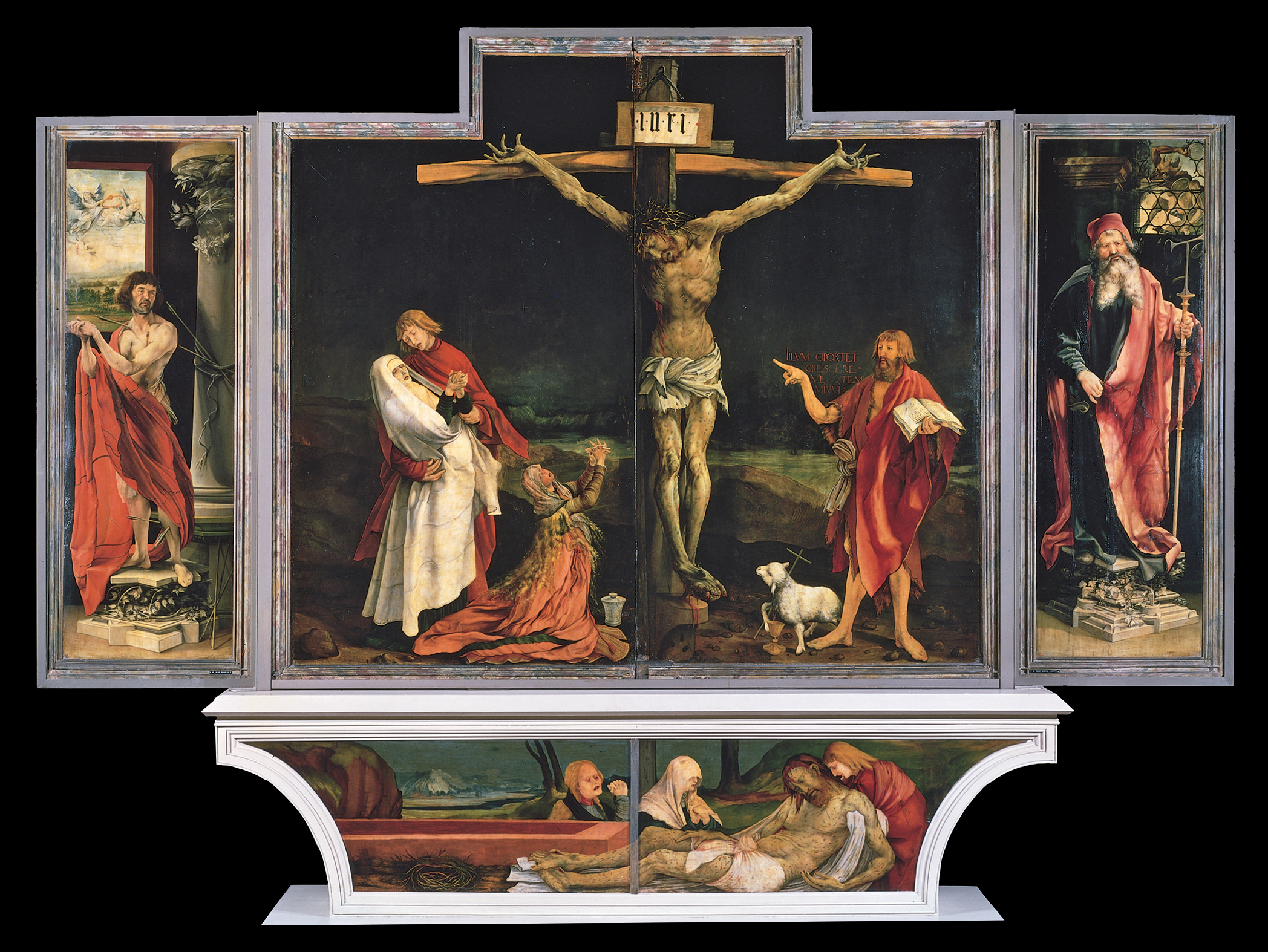
Ізенгеймський вівтар. 1512–1516. Музей Унтерлінден. Кольмар
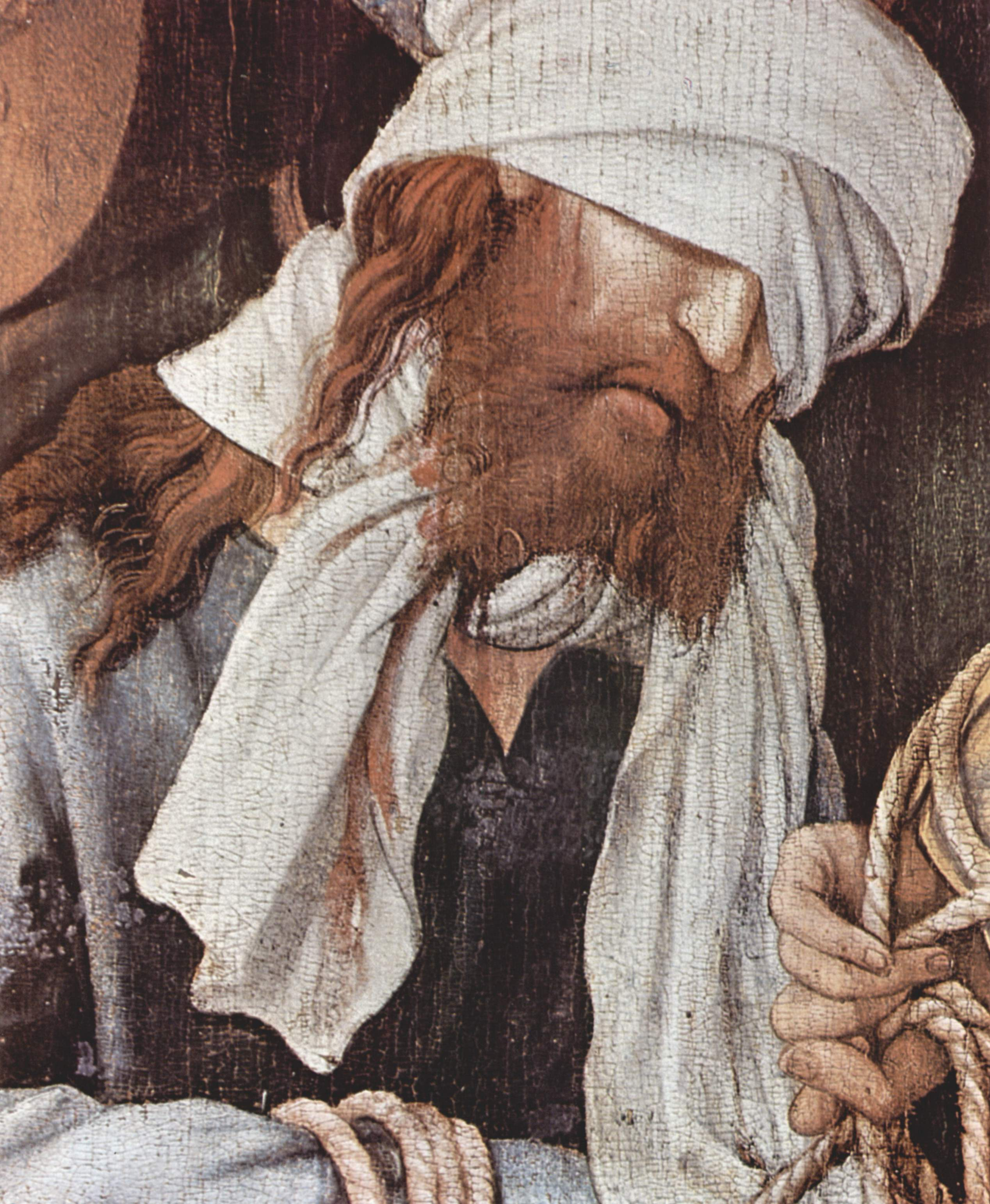
«Наруга над Ісусом», деталь
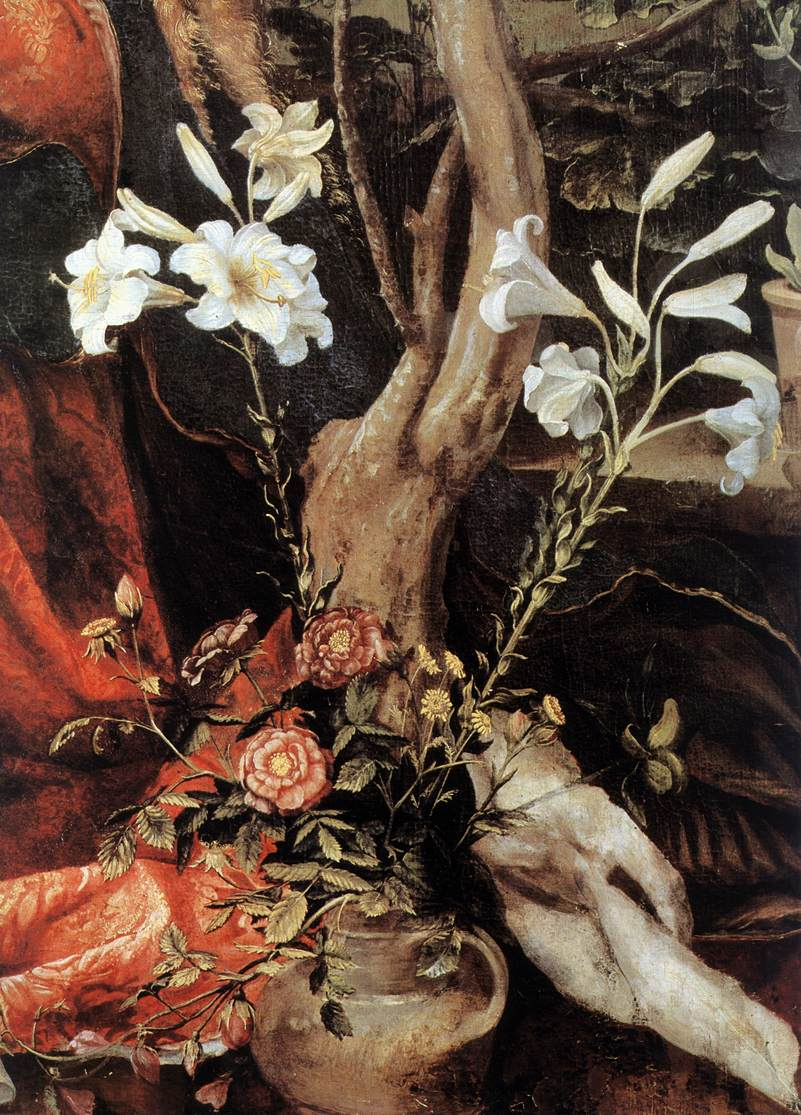
«Штуппахська мадонна», Ашаффенбурзький вівтар, деталь